# 陆洪涛旧宅
陆洪涛旧宅是甘肃常备军第一标标统、甘肃督军陆洪涛在天津的旧居，始建于1903年，该建筑坐落于当时的天津英租界达文波道（Davenport Road）（今和平区建设路80号），目前为一般保护等级历史风貌建筑和天津市文物保护单位。

## 建筑
陆洪涛旧宅位于建设路80号，为三层混合结构楼房，局部为四层，外立面为混水墙面。屋顶局部为大筒瓦坡屋顶。陆洪涛旧宅建筑外部的主入口门廊处设有六棵圆柱，前楼的二层顶部装饰有齿饰，前楼的窗套和窗间墙装饰有花饰，后楼设有三层双柱支撑的开敞通廊，是一座具有折中主义建筑特征西式洋楼建筑。